# Karma Police
«Karma Police» — пісня англійського альтернативного рок-гурту Radiohead, що вийшла 25 серпня 1997 року, як другий сингл з їхнього третього студійного альбому OK Computer. Вона досягла першого місця в Ісландії та восьмого місця в UK Singles Chart. У США вона досягла 14 місця в чарті US Alternative Songs. Пісня увійшла до збірки Radiohead: The Best Of (2008).
У кліпі, знятому режисером Джонатаном Ґлейзером, вокаліст гурту Том Йорк на задньому сидінні автомобіля переслідує чоловіка. 2021 року журнал Rolling Stone розмістив «Karma Police» під номером 279 у списку 500 найкращих пісень усіх часів.

## Композиція
«Karma Police» має тактовий розмір 4/4. Пісня написана в тональності соль мажор. Акустична гітара та піаніно є найпомітнішими інструментами.
Пісня переходить від вступу до середнього темпу, в якому чергуються куплет і приспів. Куплет починається з рядка «Karma police», а приспів — з рядка «This is what you'll get». Після того, як ця частина циклічно повторюється двічі, пісня переходить до другої частини, яка базується на рядку «For a minute there, I lost myself». Голос Йорка проходить через ефект реверберації, а ковзаюча мелодійна фігура слугує контрапунктом до його вокалу. На останній хвилині Ед О'Браєн спотворює свою гітару, доводячи ефект дилею до автоколивань, а потім зменшуючи швидкість затримки, створюючи ефект «танення».
Після того, як Йорк сказав продюсеру Найджелу Ґодрічу, що він незадоволений кінцівкою, вони реконструювали її за допомогою петель і семплів — техніка, яку вони розвинули на пізніших альбомах Radiohead. Ґодріч сказав: «Це був перший раз, коли ми зробили щось подібне. Лише ми в студії, і це було передвісником багатьох речей, які прийдуть, хороших і поганих».

## Текст
Назва пісні походить від внутрішнього жарту: учасники Radiohead погрожували викликати «поліцію карми», якщо хтось зробить щось погане. Йорк пояснив, що пісня про стрес і «те, що люди дивляться на тебе певним [зловмисним] чином». Він сказав: "«Це для тих, хто працює у великій компанії. Це пісня проти босів. До біса менеджмент середньої ланки!».
Йорк і Джонні Ґрінвуд підкреслювали в інтерв'ю, що пісня жартівлива і «не зовсім серйозна». Рядок «He buzzes like a fridge / He's like a detunched radio» відсилає до відволікаючого, метафоричного фонового шуму, який Йорк називає «гудінням холодильника», однією з тем OK Computer. «Karma Police» також поділяє теми божевілля і невдоволення капіталізмом.
Пісня закінчується рефреном «Phew, for a minute there I lost myself». Йорк навів його як приклад своєї практики використання повсякденних фраз у текстах, і сказав, що, ймовірно, почув цю фразу по телебаченню. За словами Financial Times: «Коли він співає тремтячим високим голосом, ця виняткова фраза набуває сили». Йорк говорив: «Це так іронічно, що протягом багатьох років люди писали про те, як я пишу тексти так, ніби це якась глибока сердечна річ. Це, дідько, зовсім не так. Це як колаж. Це просто йти по вулиці, відчувати щось і думати: 'Як би це виглядало, якби я тицьнув це тобі в обличчя?'».

## Реліз
«Karma Police» вийшла другим синглом OK Computer 25 серпня 1997 року. У Великій Британії вона була видана на двох CD-синглах і 12-дюймовому вінілі і досягла восьмого місця в UK Singles Chart. У березні 2010 року, майже через 13 років, «Karma Police» досягла 15 місця в данському чарті синглів. Ранні версії «Karma Police» вийшли на компіляції MiniDiscs [Hacked] 2019 року.

## Відгуки критиків
Стів Г'юї з AllMusic описав «Karma Police» як «примарну, містичну та вишукану», назвавши її «одним із наріжних каменів одного з найкращих альбомів 90-х». The Daily Record назвав її «чудовою піснею». Рецензент журналу Music Week оцінив її на чотири з п'яти, назвавши однією з «найвидатніших композицій» з OK Computer. У 2021 році Rolling Stone розмістив «Karma Police» на 279 позиції у своєму рейтингу 500 найкращих пісень усіх часів.

## Музичне відео
Режисером кліпу «Karma Police» став Джонатан Ґлейзер, який зняв відео для синглу Radiohead 1996 року «Street Spirit (Fade Out)». Відео знято з точки зору водія автомобіля, який переслідує людину на темній дорозі, а Йорк сидить на задньому сидінні. Чоловік падає на коліна, і машина дає задній хід, виявляючи, що з неї витікає паливо. Чоловік дістає з кишені сірники і підпалює паливний слід. Йорк зникає, а машина охоплена полум'ям.
Спочатку Ґлейзер запропонував концепцію відео американському музиканту Меріліну Менсону для його синглу 1997 року «Long Hard Road Out of Hell»; Менсон хотів відео, схоже на фільм Девіда Лінча Загублене шосе 1997 року, який відкривається кадром дороги, що мчить під камерою. Після того, як Менсон відкинув цю концепцію, комісар з відео Діллі Гент порекомендував її Radiohead для «Karma Police». За словами співавтора Менсона Ренді Сосіна, після того, як Менсон побачив відео «Karma Police», Менсон сказав: «До біса це. Але, знаєте, хороша ідея є хорошою ідеєю».
Ґлейзер сказав, що хотів «зняти щось дуже просте … де вся розповідь могла б міститися в одному реченні». Чоловіка, що біжить, зіграв угорський актор Лайош Ковач. Під час знімання бігу у Ковача почалися судоми, і йому довелося робити уколи в ногу, щоб продовжувати бігти; він також сильно обпік великий палець під час багаторазових дублів, запалюючи сірники за спиною.
Прем'єра кліпу відбулася у серпні 1997 року. 1997 року Ґлейзер здобув нагороду MTV «Режисер року» за роботу над «Karma Police», а також над «Virtual Insanity» Jamiroquai. У 2001 році Ґлейзер сказав, що вважає відео невдалим, «тому що я вирішив зробити дуже мінімалістичне, суб'єктивне використання камери, і намагався зробити щось гіпнотичне і драматичне з однієї точки зору, і цього було дуже важко досягти, і я відчуваю, що я не досяг цього». Він описав своє відео на сингл 1998 року «Rabbit in Your Headlights» Йорка і Unkle як вдалішого «партнера» відео «Karma Police».

## Трек-лист
Всі пісні написані Томом Йорком, Джонні Ґрінвудом, Едом О'Браєном, Коліном Ґрінвудом і Філіпом Селвеєм.
| UK CD1 | UK CD1                 | UK CD1     |
| #      | Назва                  | Тривалість |
| ------ | ---------------------- | ---------- |
| 1.     | «Karma Police»         | 4:23       |
| 2.     | «Meeting in the Aisle» | 3:08       |
| 3.     | «Lull»                 | 2:28       |

| UK CD2 | UK CD2                                       | UK CD2     |
| #      | Назва                                        | Тривалість |
| ------ | -------------------------------------------- | ---------- |
| 1.     | «Karma Police»                               | 4:23       |
| 2.     | «Climbing Up the Walls» (Zero 7 Mix)         | 5:19       |
| 3.     | «Climbing Up the Walls» (Fila Brazillia Mix) | 6:24       |

| UK 12-inch vinyl | UK 12-inch vinyl                     | UK 12-inch vinyl |
| #                | Назва                                | Тривалість       |
| ---------------- | ------------------------------------ | ---------------- |
| 1.               | «Karma Police»                       | 4:23             |
| 2.               | «Meeting in the Aisle»               | 3:08             |
| 3.               | «Climbing Up the Walls» (Zero 7 Mix) | 5:19             |

## Персоналії
- Том Йорк — вокал, акустична гітара
- Джонні Ґрінвуд — піаніно, синтезатор
- Колін Ґрінвуд — бас-гітара
- Ед О'Браєн — електрогітара, ефекти, бек-вокал
- Філіп Селвей — барабани